# Josef Anton Ferdinand Büeler
Josef Anton Ferdinand Büeler (* 29. Oktober 1858 in Lachen; † 1. Februar 1939 in Schwyz) war ein konservativer Politiker des Schweizer Kantons Schwyz. Er besuchte das Kollegium in Schwyz und studierte Rechtswissenschaften in München, Strassburg und Heidelberg. Er schloss mit einem Doktorat ab und wurde 1881 Rechtsanwalt in Schwyz. Von 1893 bis 1912 war er Staatsanwalt.

## Politische Laufbahn
Bezirksmann des Bezirks Schwyz war er von 1886 bis 1889. Von 1888 bis 1912 saß er im Kantonsrat. Parallel dazu war er von 1890 bis 1894 im Gemeinderat von Schwyz aktiv. Von 1896 bis 1897 übte er das Amt des Kantonpräsident aus. Parallel dazu stieg er 1896 in den Nationalrat ein. Nach seinem Austritt aus dem Kantonsrat wechselte er 1912 für acht Jahre zum Regierungsrat, parallel dazu war er Polizei- und Militärdirektor. Von 1914 bis 1916 war er Landammann.

## Interessengemeinschaften
1856 gründete er den Verwaltungsrat der Spinnerei Ibach. Bueler gründete Elektrizitätswerks Schwyz (EWS) 1896 mit, das Unternehmen ist seither für die Feinverteilung elektrischer Energie verantwortlich. In den Bankrat der Kantonalbank Schwyz wurde er 1899 gewählt. Im Jahre 1909 wurde er zum Oberst in der Infanterie befördert. Im Verwaltungsrat der Bern-Lötschberg-Simplon-Bahn saß er von 1914 bis 1919.